# Bilbao
För andra betydelser, se Bilbao (olika betydelser).

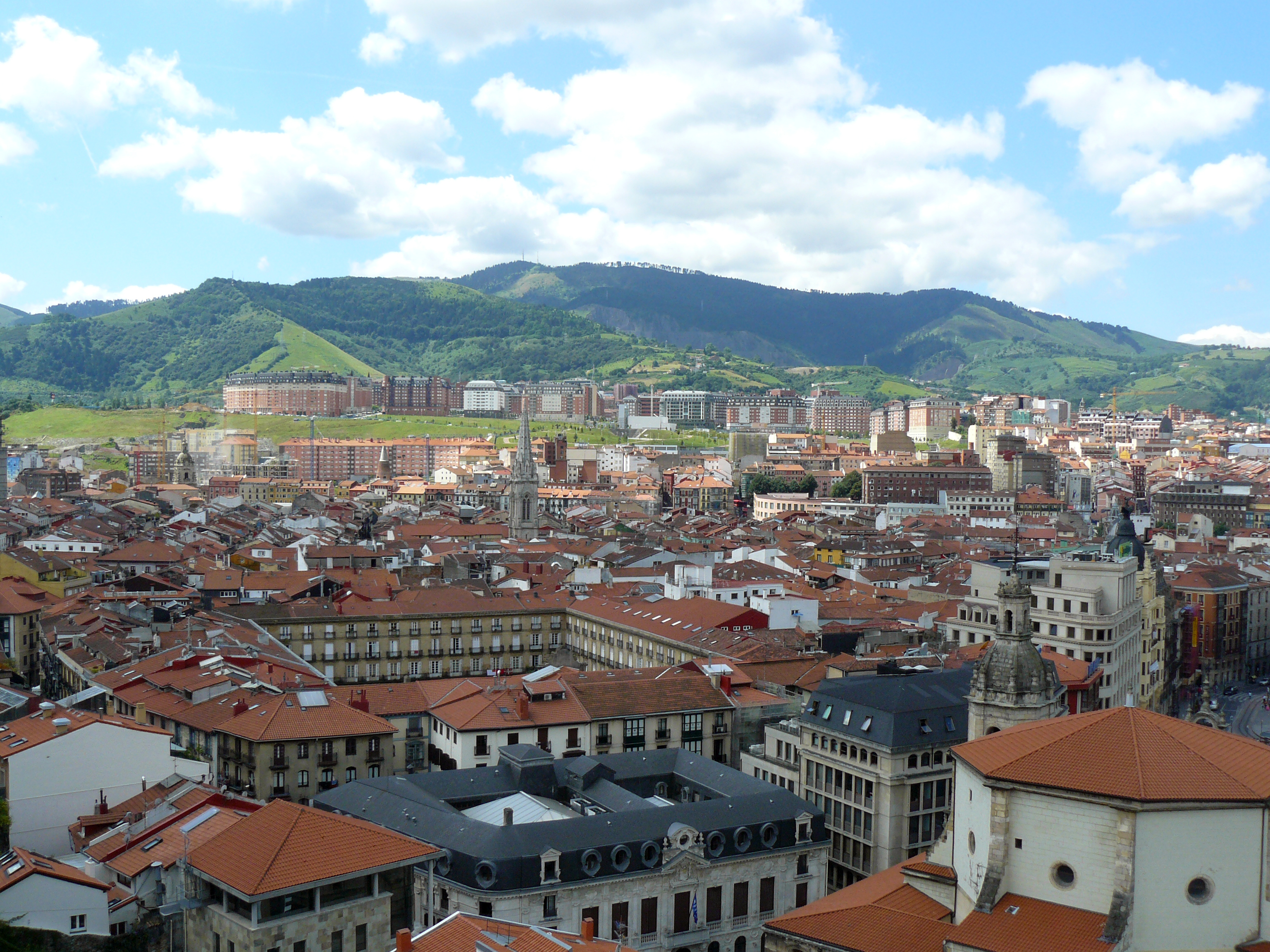
Vy över Bilbao 2008.

Bilbao (baskiska: Bilbo) är en kommun, spansk hamn- och industristad i provinsen Biscaya i Baskien, cirka 12 km innanför floden Nervións mynning i Biscayabukten. Med förstäder har Bilbao cirka en miljon invånare. Bilbao är en av Spaniens viktigaste industristäder med järn- och stålindustri. Hamnen är Spaniens näst största. År 1997 invigdes Guggenheimmuseet i Bilbao, ett nytt konstmuseum där själva byggnaden har en mycket intressant arkitektur signerad Frank Gehry.
Bilbao var en av regeringssidans viktigaste stödjepunkter i början av spanska inbördeskriget men intogs av Franco i juni 1937.
Europeiska arbetsmiljöbyrån, som är ett EU-organ, är placerad i Bilbao.

## Historia
Bilbao grundades omkring år 1300 och kom att få stor betydelse som centrum för Spaniens järnproduktion och som exporthamn för ull. På 1500-talet var Bilbao vid sidan av Sevilla Spaniens viktigaste hamnstad. Därefter förlorade Bilbao i betydelse fram till 1700-talet, då handeln med Sydamerika innebar ett nytt uppsving för staden.
Bilbao intogs av fransmännen 1795 och 1808. Staden belägrades utan framgång av carlisterna 1835, 1836 och 1874. Under den sista belägringen 1874 utsattes staden för ett intensivt bombardemang.
Bilbao var en av regeringssidans viktigaste stödjepunkter i början av spanska inbördeskriget, men anfölls våren 1937 av Emilio Mola med 50 000 man och 16 juni tvingades regeringssidan utrymma staden.

## Sport
Stadens lokala fotbollsklubb är Athletic Bilbao. Klubben har blivit känd för att ha en trupp med spelare av baskiskt ursprung.